# Jarmila Bátovská
Jarmila Bátovská (Léva, 1961. július 9.) levéltáros.

## Élete
Előbb 1967-1976 között a zsemberi kilencéves alapiskola, majd 1976-1980 között a lévai gimnázium diákja volt. 1980-1985 között a Comenius Egyetemen tanult történelmet. 1988-ban ugyanott szerzett kisdoktori fokozatot.
1984-1993 között a lévai Barsi Múzeumban dolgozott, 1993-ban az egyik lévai alapiskola tanára volt, majd 1994-től a lévai levéltár munkatársa.
A Szlovák Levéltárosok Társaságának és a Barsi Múzeum szerkesztőbizottságának tagja.

## Művei
- 2001 Okresný národný výbor v Leviciach, odbor kultúry (1960-1990). Léva (leltár)
- 2002 Okresná pamiatková správa v Leviciach (1975-1983). Léva (leltár)
- 2008 Schoellerovci a Levice. Forum Historiae, 2008/2
- 2010 Schoellerovci, majitelia levického panstva. In: Levice - Monografia mesta. Banská Bystrica, 77-79
- 2010 Levice - Monografia mesta. Banská Bystrica (tsz.)
- 2010 Tlmače v plynutí času - Monografia mesta
- 2011 Recepty levických paničiek
- 2013 Bánov - monografia obce. Bánov (tsz.)
- 2013 Bohunice - Monografia obce. Bohunice (szerk.)
- 2014 Starý Tekov - Monografia obce. Starý Tekov (szerk.)
- 2014 Starý Hrádok v plynutí času. Starý Hrádok (szerk.)
- 2014 Devičany - Monografia obce. Devičany (szerk.)
- 2016 Žemberovce - monografia obce (tsz.)